# Arkle
Arkle (né le 19 avril 1957, mort le 31 mai 1970) est un cheval Pur-sang de robe baie, né en Irlande, qui est devenu un grand champion de steeple-chase.

## Palmarès
Il fait gagner une somme considérable à son propriétaire qui l'avait acheté 1210 livres aux ventes de Dublin. Il a gagné 27 des 35 courses qu'il a courues, dont trois éditions de la Gold Cup de Cheltenham. On estime qu'au cours de sa vie, Arkle a dû galoper 150 kilomètres en franchissant 600 obstacles. En 1966, un accident met un terme prématuré à sa carrière.
Il est considéré comme un héros national dans son pays natal, l'Irlande.